# Gumuscane
Gumuscane (em turco: Gümüşhane) é uma cidade e distrito (em turco: ilçe) do nordeste da Turquia. É capital da província homónima e faz parte da região do Mar Negro. O distrito tem 1 889 km² de área e em dezembro de 2021 tinha 54 108 habitantes (densidade: 28,6 hab./km²), dos quais 40 022 na cidade.

## Etimologia
No passado também grafado como Gumuch-Hane, o nome significa literalmente "casa de prata", uma alusão às minas de prata das proximidades. É composto pela palavra turca gümüş (prata) e a palavra persa خانه‎ (hane; casa). O nome grego antigo da cidade era Tera (Thera) ou Tira (em grego: Θήρα; romaniz.: Thyra), que significa portão ou porta de entrada. No período bizantino a região onde se encontra a cidade era chamada Cáldia. Na primeira metade do século XVI foi também conhecida como Canca. Após o chamado revivalismo Grego na área, os intelectuais locais passaram a usar um antigo nome para designar a cidade: Argirópolis (Argyròpolis ou Argyropouli; "cidade de prata").

## Geografia e clima
Gumuscane situa-se no interior, cerca de 100 km por estrada a sul-sudoeste de Trebizonda, esta última situada na costa do mar Negro. A cidade está rodeada rodeada de altas montanhas: a norte encontram-se as montanhas de Zigana-Trebizonda, que fazem parte dos montes Pônticos; a oeste estendem-se as montanhas de Guiressum; a sul ficam as montanhas de Chimene; a leste encontram-se as montanhas de Pulur e Soğanlı. As áreas de montanha constituem 56% da área da província de Gumuscane.
É uma região onde o trekking (caminhada) é uma atividade popular. Nos montes Zigana há uma estância de esqui que goza de alguma popularidade entre os amantes de desportos de inverno. O ponto mais alto dessa serra é o pico Abdal Musa, que se ergue a 3 331 metros de altitude.
Nas florestas da região predominam os abetos e os pinheiros-da-escócia. A fauna, nomeadamente avícola é abundante e há muitos lagos, como os do monte Gavurdağı (Karanlık Göl, Beş Göller, Artebel Gölü, Kara Göller, etc.), que se encontram em áreas protegidas.
O clima de Gumuscane é do tipo continental húmido,[carece de fontes?] com invernos frios e com neve e verões quentes e húmidos. No pico do verão, em julho e agosto, é comum as temperaturas ultrapassarem os 30 °C, mas devido à altitude elevada, à noite a temperatura desce para os 13-14 °C (10 °C em junho e setembro). No inverno é comum a temperatura descer aos 10 °C negativos, e ocasionalmente até abaixo dos 20 °C negativos. A média das temperaturas mínimas é negativa entre dezembro e março e em outubro, novembro e abril é muito próxima de zero. Entre dezembro e fevereiro a média das temperaturas máximas não chega aos 5 °C. A precipitação média anual é de 461 mm mais ou menos distribuída por todos os meses, embora em julho e agosto seja de apenas 13 mm.

## Atrações turísticas
Gumuscane tem um rico passado histórico, pelo que conta com vários palácios históricos, mesquitas, igrejas, castelos, etc. A Mesquita de Solimão (Süleymaniye) encontra-se na antiga localização da cidade e foi mandada construir pelo sultão otomano Solimão, o Magnífico. Outras mesquitas interessantes na cidade são a Mesquita Cuchuque (Küçük) e a mesquita da "aldeia de Çit". Entre as igrejas podem citar-se por exemplo, a Santa Chacale (Çakallı), Santa Terzili, Kalur Rock, Samamoni e a igreja de Teodoro.
Há numerosas cavernas, grandes e pequenas, devido à estrutura geológica da região. A de Karaca é a mais popular, devido às suas características específicas. É uma caverna fóssil, com 150 metros de comprimento, situada entre Torul e Gumuscane. Apresenta interessantes formações de estalactites, estalagmites, colunas e charcos de travertino. Os planaltos escondidos entre as florestas, como os de Zigana, Taşköprü, Artabel, Şiran e Kalis são outra das atrações da região. Em alguns deles são organizados festivais de verão.
A gastronomia regional é outro dos atrativos para turistas, sobretudo para os turcos, que aproveitam as visitas para consumir e adquirir alguns dos produtos regionais. Entre as especialidades locais destacam-se pela sua popularidade o pestil e köme, doces feitos de amora, mel, noz, avelã e leite. Outros pratos regionais são o mantı, lemis, erişte, borani, kuymak, evelek dolması e siron. Entre os produtos naturais destacam-se os frutos de rosa, maçãs e avelãs.

## História

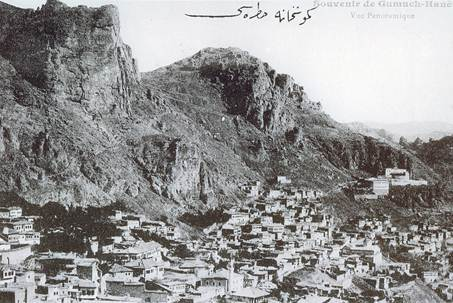
Postal de Gumuscane na década de 1910

Gumuscane foi fundada cerca de 700 a.C. com nome de Thyra (Tira; Θύρα) por colonos Gregos da Jónia, que foram os primeiros a descobrir prata na região.  Outro nomes pelo qual foi conhecida a cidade foram Αργυρόπολις (Argirópolis), Γκιμισχανά e Κιουμουσχανά. Cerca de 840 a.C., Argiropólis passou a fazer parte da província bizantina da Cáldia (Χαλδία). Nos séculos seguintes foi governada pelo Califado Omíada, Beilhique de Mengujeque, Império de Trebizonda, Confederação do Cordeiro Branco, Império Safávida e finalmente foi integrada no Império Otomano. Durante a administração otomana pertecenceu sucessivamente às províncias de Rum, Erzurum e Trebizonda e o que é hoje a província de Gumuscane foi dividida em quatro kasas: Argyroupolis, Torul (com capital em Ardassa), Şiran (Cheriana) e Kelkit (Keltik). O sanjaco (subprovíncia) onde Argiropólis se situava chegou a ter 37 minas de chumbo argentífero e 6 minas de cobre. Não há provas de que estas minas tivessem sido exploradas durante o período bizantino.
A região prosperou a partir do final do século XV, quando foi repovoada após a queda do Império de Trebizonda em 1461. a nova cidade tornou-se rapidamente um centro de mineiros. O sultão Murade III (r. 1574–1595) parece ter concedido privilégios especiais aos líderes mineiros e a cidade tornou-se um centro de cultura grega. Tinha então cerca de 60 000 residentes. O comércio aumentou e toda a província da Cáldia se desenvolveu. Um exemplo desse desenvolvimento é a cunhagem de moedas com o nome "Kioumous-hane"; outro exemplo foi o estabelecimento de famílias influentes ligadas às minas, como os Sarasitas, os Karatsades, Stavracoglous, Kalimachidises, Grigoranton e outras. A cidade tinha muitas joalherias e artes, nomeadamente ligadas ao culto cristão ortodoxo, também conheceram grande atividade na região.
O crescimento da riqueza e abundância trouxe mudanças positivas para as comunidades. Em 1650 a diocese foi elevada a arquidiocese e foram construídas centenas de igrejas. A partir do século XVIII foram abertas novas escolas e em 1723 o Frontistirion (centro de educação grego) de Argiropólis estava em pleno funcionamento. Esta instituição tornou-se um centro educacional e espiritual da região. Entretanto forma descobertas novas minas em Ak-dag Maden e Argoni, o que originou um grande êxodo de mineiros de Argiropólis. A esta perda de população seguiu-se a guerra russo-turca de 1828-1829, que levou a que a maioria dos habitantes fugisse para o sul da Rússia, Nicomédia (İzmit), Mesopotâmia e outras regiões mineiras, desde Tbilisi até às montanhas de Ak-Dag e do Tauro. Durante esses anos, as tensões entre Gregos e muçulmanos cresceram devido à Revolução Grega e à reveleação dos Stavriotes que se declararam publicamente cristãos ortodoxos, quando até então se diziam  muçulmanos mas secretamente praticavam o cristianismo.
Durante esses tempos confusos e atormentados, muitas pessoas tornaram-se filantropas, como a família Sarasite e o influente professor Georgios Kyriakidis. Este último convenceu a comunidade a extrair largas somas de dinheiro de várias igrejas para responder às necessidades de educação da cidade. A venda de propriedades, doações e consagrações permitiram a construção de uma nova escola no Frontistirion de Argiropólis, a qual funcionou até à chamada troca de populações entre a Grécia e a Turquia em 1923, quando as populações gregas foram forçadas a abandonar as suas casas para irem viver para a Grécia. O Frontistirion tinha uma escola primária onde eram lecionados sete anos, um liceu com cursos de três anos, uma escola feminina com cursos de seis anos e uma escola profissional de fabrico de tapetes.
Outros edifícios públicos importantes eram a biblioteca da Sociedade Educacional Kyriakidis e a "Metrópole da Cáldia". Por tudo isso, considerava-se que os argiropolitanos tinham alguns dos melhores recursos educativos, devido principalmente à prosperidade económica proporcionada pelas minas.
Depois dos tumultos e confrontos étnicos de 1914-1923, alguns gregos pônticos lograram fugir para a Grécia, instalando-se na Macedónia grega. Um pequeno grupo que se fixou em Naousa levou alguns objetos preciosos das suas igrejas na cidade e obras da biblioteca do Frontistirion, incluindo alguns manuscritos e livros raros. Essa coleção é atualmente uma parte valiosa do património de Naousa.
Durante a Primeira Guerra Mundial, Gumuscane foi ocupada pelo Exército Russo do Cáucaso de 20 de julho de 1916 a 15 de fevereiro de 1918, depois da Revolução Russa.